# Auzon
Auzon é uma comuna francesa na região administrativa de Auvérnia-Ródano-Alpes, no departamento de Alto Loire. Estende-se por uma área de 17,04 km². Em 2010 a comuna tinha 919 habitantes (densidade: 53,9 hab./km²).